# 盧丘鄉
44°58′10″N 27°4′45″E / 44.96944°N 27.07917°E
盧丘鄉（羅馬尼亞語：Comuna Luciu, Buzău），是羅馬尼亞的鄉份，位於該國東南部，由布澤烏縣負責管轄，面積87平方公里，海拔高度54米，2007年人口2,951，人口密度每平方公里34人。